# Pierre Gaviniès
Pierre Gaviniès, także Gaviniés, Gavigniès, Gavignès, Gabignet (ur. 11 maja 1728 w Bordeaux, zm. 8 września 1800 w Paryżu) – francuski skrzypek i kompozytor. 

## Życiorys
Był synem lutnika François Gavinièsa. W 1734 roku przeniósł się z rodzicami do Paryża. Nie wiadomo, kto był jego nauczycielem. Mając 13 lat po raz pierwszy wystąpił publicznie, grając w Concert Spirituel, gdzie później występował jako skrzypek. Zdobył sobie sławę jako solista, występował też wspólnie z najsłynniejszymi muzykami swojej epoki. W późniejszych latach na pewien czas zniknął ze sceny, uwikłany w bliżej nieznane intrygi spędził rok w więzieniu. W 1759 roku ponownie zaczął występować. W 1760 roku wystawił swoją jedyną operę, 3-aktowe intermezzo Le prétendu. W latach 1773–1777 wspólnie z François-Josephem Gossekiem i Simonem Le Dukiem był dyrektorem Concert Spirituel. W kolejnych latach zaprzestał koncertowania, pozostał jednak aktywny w życiu muzycznym. Po wybuchu rewolucji francuskiej został członkiem orkiestry Théâtre Louvois. W 1795 roku został profesorem klasy skrzypiec w nowo utworzonym Konserwatorium Paryskim. Swój majątek zapisał w testamencie ubogim.

## Twórczość
Był współtwórcą francuskiej szkoły skrzypcowej i jej najważniejszym przedstawicielem w 2. połowie XVIII wieku. Giovanni Battista Viotti nazywał go „francuskim Tartinim”. Jego twórczość kompozytorska obejmuje 3 symfonie, 8 koncertów skrzypcowych, 2 suity, 7 sonat skrzypcowych, 6 sonat na dwoje skrzypiec, sonatę klawesynową. Sonaty mają na ogół budowę trzyczęściową, pierwsze części to zazwyczaj allegra z wyraźnym kontrastem tematycznym, środkowe są powolne, w finałach często występują wariacje lub menuety. W partiach skrzypcowych stosował podwójne chwyty i liczne ornamenty. Koncerty skrzypcowe Gavinièsa mogły być inspirowane dokonaniami szkoły mannheimskiej, niektórzy dopatrują się w nich już antycypacji koncertu romantycznego.